# Jakob Fuglsang
Pour les articles homonymes, voir Fuglsang.
Jakob Diemer Fuglsang (né le 22 mars 1985 à Genève, Suisse) est un coureur cycliste danois, professionnel de 2009 à juin 2025. Avant de devenir professionnel pour l'équipe Saxo Bank, il pratique le cross-country VTT et remporte notamment les championnats du monde espoirs en 2007. En 2009, il continue sa carrière sur route. Il a notamment remporté le Critérium du Dauphiné en 2017 et 2019 ainsi que Liège-Bastogne-Liège en 2019 et le Tour de Lombardie en 2020. En 2016, il est médaillé d'argent de la course en ligne des Jeux olympiques de Rio de Janeiro. Il a également pris la septième place du Tour de France 2013, son meilleur résultat sur un grand tour et compte plusieurs victoires sur des courses par étapes secondaires, dont le Tour du Danemark à trois reprises (2008 à 2010), le Tour d'Autriche (2012) ou le Tour d'Andalousie (2019).

## Biographie
Jakob Fuglsang est né en Suisse. Il vit au Luxembourg de 2011 à 2015, où il s'entraîne avec ses coéquipiers Andy et Fränk Schleck. Depuis 2016, il vit à Monaco avec son épouse Loulou Fuglsang, avec qui il s'est marié en 2015. Le couple a une fille, Jamie Lou, née en juin 2017. Son épouse Loulou a renoncé à sa carrière de mannequin pour le suivre dans sa carrière sportive,.

### 2002-2008: premières années
C'est en VTT qu'il obtient ses premiers résultats. En 2002 et 2003, il est champion du Danemark de cross-country juniors (moins de 19 ans). Entre 2004 et 2007, lors du championnat du Danemark élite, il se livre un duel avec son compatriote Peter Riis Andersen. Fuglsang est titré en 2006 et termine trois fois deuxième les autres années. Pour la saison 2006, il passe professionnel en signant chez Cannondale-Vredestein pour le VTT et au sein de l'équipe Designa Køkken pour la route. En 2007, il déménage en Italie afin de se concentrer sur sa carrière de vélo. C'est une année difficile pour lui, car il se retrouve sans amis, ni famille dans la région. Son principal objectif de la saison est le championnat du monde de cross-country espoirs. Le coureur suisse Nino Schurter est son principal rival. Ils avaient participé au Grand Prix Guillaume Tell quelques semaines auparavant, où Fuglsang avait pris la troisième place et Schurter la huitième. Lors du mondial, Schurter occupe la tête, mais Fuglsang se rapproche du Suisse et le dépasse dans le dernier tour dans une montée. Il conserve de l'avance et devient champion du monde des moins de 23 ans. Après son titre, il se fait tatouer les rayures arc-en-ciel sur son bras droit. Il est élu cycliste danois de l'année par un panel de journaliste danois. 
L'année suivante, il décide de se concentrer davantage sur les courses sur route. Cependant, il continue à faire des courses de VTT et remporte notamment le prestigieux Cape Epic en Afrique du Sud. Début août, il remporte le Tour du Danemark, après être monté sur le podium de trois épreuves françaises (les Trois jours de Vaucluse, la Ronde de l'Oise et Paris-Troyes). Fin août, il représente le Danemark en VTT aux Jeux olympiques de Pékin et se classe 25e. Ses bons résultats lui permettent de rejoint l'équipe CSC Saxo Bank en tant que stagiaire, puis de signer un contrat pour l'année 2009.

### 2009-2010: Team Saxo Bank

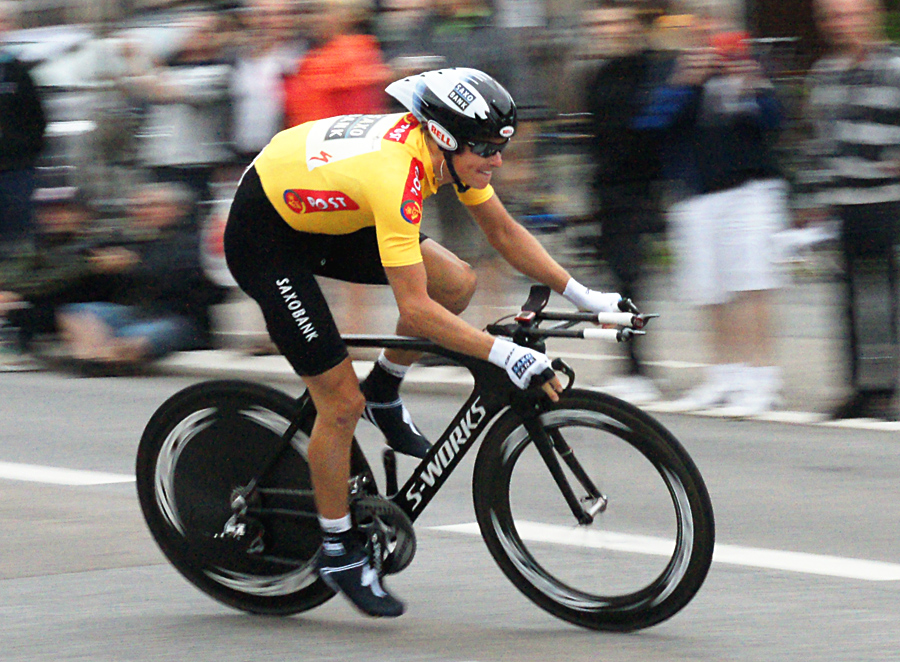
Fuglsang avec le maillot de leader du Tour du Danemark 2009

En 2009, pour sa première saison au plus haut niveau, il court au sein de la Saxo Bank (dirigée par Bjarne Riis), la seule équipe World Tour de son pays. Durant ses quatre premières années professionnelles, il a un rôle d'équipier de luxe pour ses leaders, notamment Andy et Frank Schleck. Il se révèle sur les courses par étapes, où il termine sixième du Tour de Catalogne et du Critérium du Dauphiné libéré, gagne le Tour de Slovénie et se succède au palmarès du Tour du Danemark. Il participe au Tour d'Espagne, son premier grand tour, mais chute lourdement lors de la première semaine et termine assez loin au général. En fin d'année, il est deuxième d'une classique italienne, le Tour d'Émilie.
L'année suivante est une année contrastée pour l'équipe Saxo Bank, qui n'est pas certaine de continuer en 2011 en raison du retrait de ses sponsors. Dans un premier temps, Fuglsang souhaite rester au sein de l'équipe danoise, mais Leopard-Trek lui fait une offre intéressante et il donne son accord avant le départ du Tour de France 2010. En juin, Fuglsang termine troisième du classement général du Tour de Suisse, son premier podium en World Tour. Dans la foulée, il devient pour la première fois de sa carrière champion du Danemark du contre-la-montre. En juillet, il participe à son premier Tour de France. Malgré les problèmes contractuels des coureurs, Riis parvient à garder une bonne cohabitation dans l'équipe et Andy Schleck gagne la course après la disqualification pour dopage d'Alberto Contador. Après le Tour de France, Fuglsang remporte son troisième Tour du Danemark consécutif. Lors de sa dernière course pour le Team Saxo Bank, il se classe quatrième du Tour de Lombardie après avoir devancé Vincenzo Nibali au sprint.

### 2011-2012: Leopard, puis RadioShack

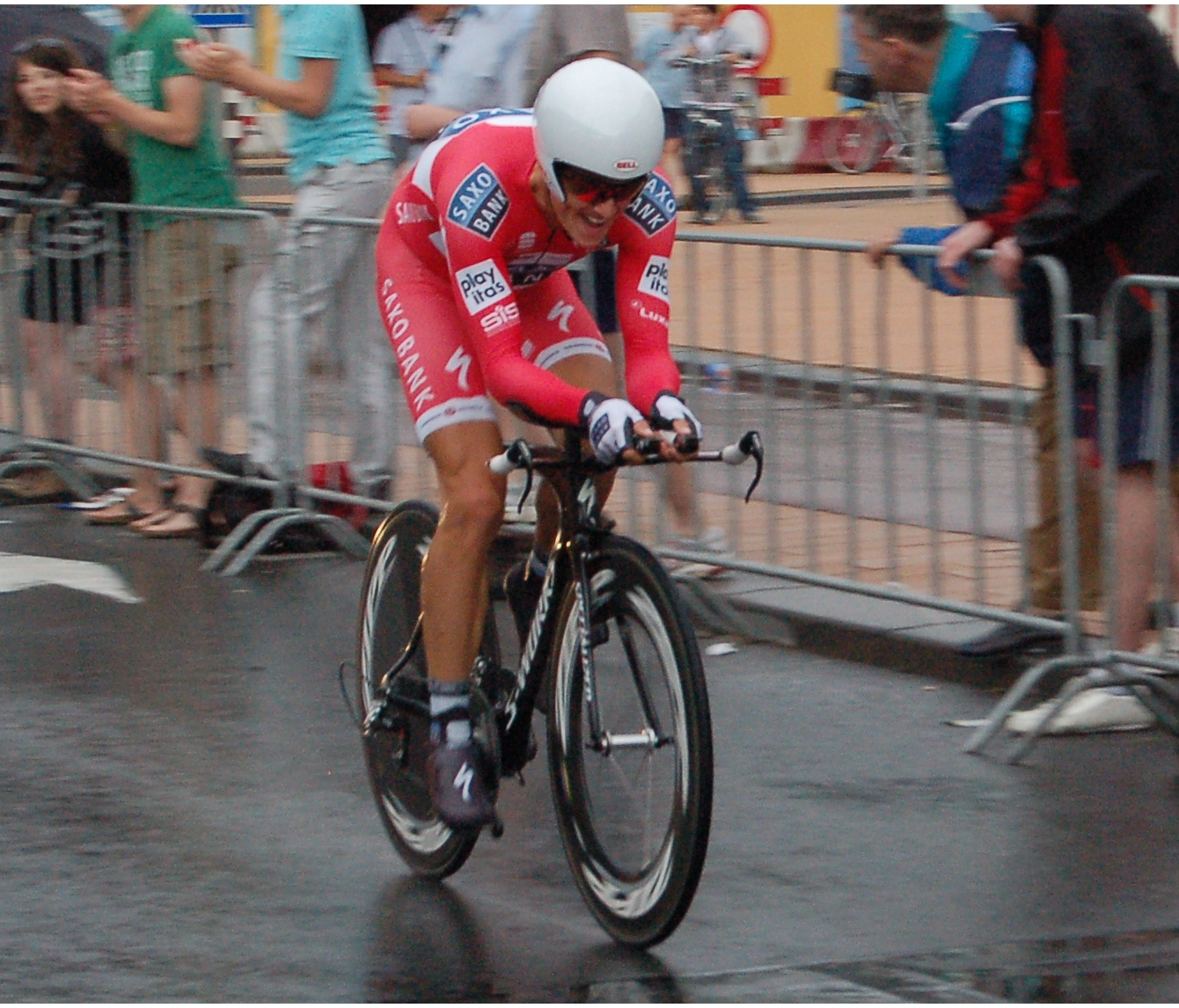
Fuglsang lors du prologue du Tour de France 2010 avec son maillot de champion du Danemark du contre-la-montre

Au cours de la saison 2011, Fuglsang fait partie de la nouvelle équipe luxembourgeoise Leopard-Trek. Il connait un début de saison mitigé avec une onzième place sur le Tour d'Oman avant d'abandonner sur Paris-Nice. Il termine troisième du contre-la-montre au Critérium International et quatrième de celui du Tour du Pays basque. Il doit attendre le mois d'avril pour obtenir son premier bon résultat, avec une quatrième place sur l'Amstel Gold Race à cinq secondes de Philippe Gilbert. Dès le début de la saison, il est prévu que Fuglsang participe au Tour de France en tant que lieutenant des frères Schleck. Il se présente sur la course en bonne forme, après sa quatrième place sur le Tour de Suisse. L'équipe Leopard-Trek est l'une des favorites pour remporter la victoire et après les huit premières étapes, Fränk Schleck est troisième, Fuglsang cinquième et Andy Schleck sixième. Plus tard dans la course, Fuglsang quitte le top 10, mais Andy Schleck décroche une victoire d'étape et termine deuxième du classement général, juste devant son frère. Fuglsang participe ensuite au Tour d'Espagne où Leopard-Trek remporte le contre-la-montre par équipes, ce qui lui permet de porter le maillot rouge de leader. Il n'est que le deuxième coureur danois de l'histoire à porter ce maillot, après Lars Michaelsen en 1997. Il ne le conserve qu'une journée, son coéquipier Daniele Bennati le récupérant après la deuxième étape. Après le contre-la-montre individuel de la dixième étape, Fuglsang occupe la deuxième place du classement général, mais il perd du temps par la suite et termine finalement onzième.
En 2012, Fuglsang reste fidèle aux frères Schleck et les accompagne dans l'équipe RadioShack-Nissan, dirigée par Johan Bruyneel. En début de saison, il a comme objectif le Tour d'Italie qu'il doit aborder comme leader unique de l'équipe. Victime d'une fracture du scaphoïde lors du Tour de Catalogne, il doit renoncer au Giro en raison d'une inflammation à un genou survenue lors du Tour de Romandie. En juin, il prend la tête du Tour de Luxembourg au soir de la troisième étape et remporte la course le lendemain avec deux secondes d'avance sur Wout Poels. Victorieux également du championnat du Danemark du contre-la-montre, il n'est pas retenu pour le Tour de France. Faisant part de sa déception dans les médias et annonçant que Radioshack-Nissan n'est pas « son premier choix pour la saison prochaine » et qu'« il n'est pas satisfait de la façon dont les choses se déroulent au sein de l'équipe », il est exclu de son équipe à la fin du mois de juin pour toutes les courses de niveau World Tour restantes en 2012. Dans son livre publié en collaboration avec Rasmus Staghøj en 2018, Fuglsang raconte qu'il n'existait aucune structure réelle autour de l'équipe. RadioShack-Nissan était le résultat d'une fusion entre deux équipes : Leopard-Trek et le Team RadioShack. Pendant les courses et les camps d’entraînement, l'équipe est souvent divisée en deux et court séparément. Alors que se déroule la Grande Boucle, Fuglsang participe au Tour d'Autriche. Il y gagne la quatrième étape, disputée en montagne, en solitaire et prend alors la tête du classement général avec 1 minute 12 secondes d'avance sur le deuxième, Danilo Di Luca. Il reste en tête du classement général jusqu'au bout et s'impose finalement avec 1 minute 24 secondes d'avance sur Steve Morabito. 
En conflit avec son manager Johan Bruyneel, son transfert dans l'équipe Astana est annoncé au milieu du mois d'août, pour le début de la saison 2013. Le Danois s'engage pour trois saisons.

### 2013-2021: chez Astana

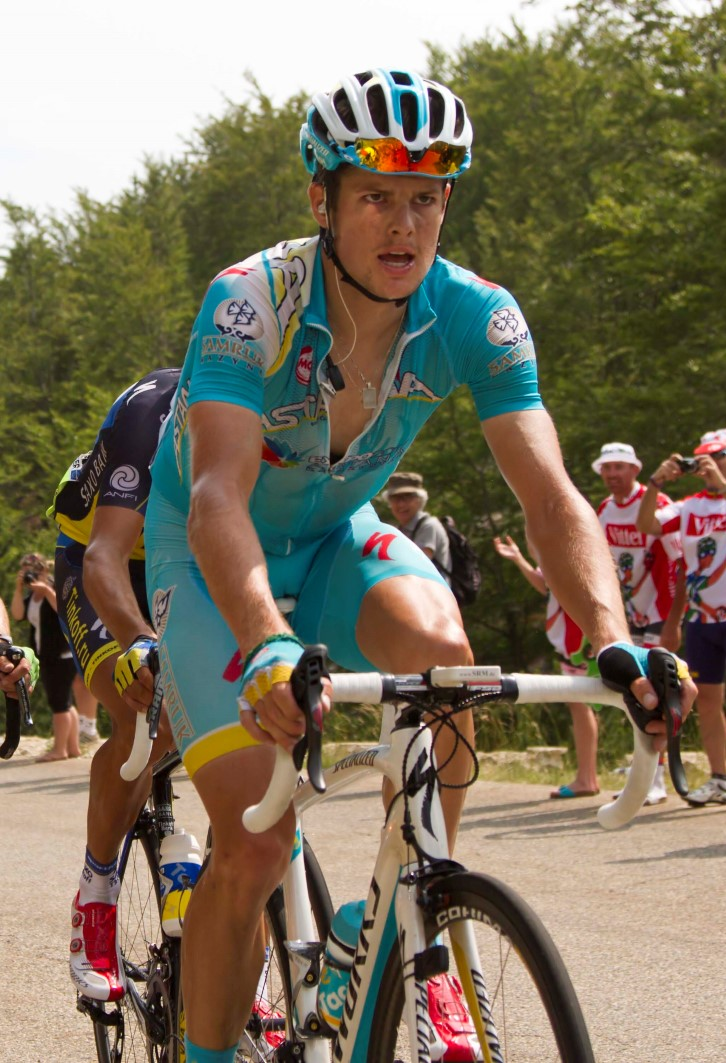
Fuglsang lors du Tour de France 2013

#### 2013-2015: au service de l'équipe
En changeant d'équipe, Fuglsang espère avoir un rôle plus important au sein de l'équipe Astana, mais Vincenzo Nibali est recruté en même temps que lui, tandis que Fabio Aru s'affirme comme leader la saison suivante. En juin, il est quatrième du Critérium du Dauphiné, à six secondes du troisième Daniel Moreno. Il est désigné leader sur le Tour de France, où il termine septième du général, après avoir pris notamment la deuxième place de la neuvième étape, battu lors d'un sprint à deux par Dan Martin. Plus tard dans l'année, lors du Tour d'Espagne, il remporte avec Astana le contre-la-montre par équipes inaugural et aide son coéquipier Vincenzo Nibali à prendre la deuxième place du général.
Tout au long du printemps 2014, il montre une forme constante lors des courses par étapes du World Tour. Il est cinquième de Paris-Nice, septième du Tour de Romandie et dixième du Critérium du Dauphiné. En juillet, son rôle est d'aider Vincenzo Nibali à remporter le Tour de France. Toutefois, le coureur italien est très critiqué par son manager Alexandre Vinokourov pour son manque de résultats avant le Critérium du Dauphiné. Sur la deuxième étape du Tour de France, Fuglsang attaque plusieurs fois jusqu'à ce que Nibali réussisse à s'échapper et remporte l'étape. Quelques jours plus tard, Fuglsang et Nibali s'échappent ensemble sur l'étape pavée et distancent tous les autres favoris. Cependant, dans le dernier secteur des pavés, Fuglsang doit ralentir son rythme pour attendre son leader et doit se contenter une nouvelle fois de la deuxième place sur une étape du Tour de France. Après l'étape, Nibali est premier au classement général et Fuglsang deuxième. Cependant, lors de la première étape de montagne, Fuglsang perd du temps et se retrouve à la quatrième place. Sur les étapes suivantes, il quitte le top 10 et perd encore plus de temps sur la treizième étape en chutant dans la descente finale. Finalement, Nibali gagne le Tour et Fuglsang termine 36e au classement général.
En 2015, après avoir terminé septième du Tour d'Oman et de Paris-Nice, il figure dans le top dix de deux des trois classiques ardennaises, terminant huitième de la Flèche wallonne et neuvième de Liège-Bastogne-Liège. Son objectif principal de la saison est d'aider Vincenzo Nibali à défendre son titre sur le Tour de France. Cependant, dès la première étape de montagne, Nibali est en difficulté et Fuglsang est autorisé à faire sa course. Cependant, le jour suivant, il perd beaucoup de temps, tandis que Nibali retrouve sa forme et termine finalement la course à la quatrième place. Fuglsang cherche de son côté une victoire d'étape, mais doit se contenter d'une nouvelle deuxième place derrière Joaquim Rodríguez au Plateau de Beille. Il est à nouveau dans la bonne échappée lors de la 18e étape, mais il est renversé par une moto qui est sur le point de dépasser le groupe. Cela met fin à ses chances de victoire d'étape, tandis que le pilote de la moto est expulsé de la course.

#### 2016: vice-champion olympique
En début d'année, il se classe troisième du Tour d'Oman. Lors du Tour du Trentin, la dernière course de préparation avant le Tour d'Italie, il est également , puis troisième, alors que  son coéquipier Tanel Kangert est deuxième et leur leader Nibali 21e. Lors de la sixième étape, Nibali attaque mais est repris, puis lâché. Fuglsang suit les autres favoris et attaque dans le dernier kilomètre. Il se classe deuxième de l'étape et du classement général. Deux jours plus tard, Fuglsang perd du temps au détriment des autres leaders, après une crevaison sur les chemins de terre. Après un retour dans la dernière semaine de la course, Nibali remporte le Tour d'Italie avec l'aide de Fuglsang et de son équipe Astana. Au Tour de France, Fuglsang n'est pas à son meilleur niveau et son leader Fabio Aru, craque lors de l'avant dernière étape alors qu'il occupait la sixième place du général, ce qui oblige Astana à quitter le Tour de France les mains vides.
Aux Jeux olympiques de 2016 à Rio de Janeiro, Fuglsang fait partie d'un groupe de poursuivants, lorsque deux des favoris principaux, Vincenzo Nibali et Richie Porte chutent lourdement. À l'approche des derniers kilomètres, Rafał Majka est seul à l'avant, mais une attaque de Fuglsang et Greg Van Avermaet permet la formation d'un trio dans les 1,5 derniers kilomètres. Fuglsang mène le trio dans le dernier kilomètre. Van Avermaet lance le sprint dans les 200 derniers mètres en battant Fuglsang sur la ligne, qui obtient une médaille.

#### 2017: victoire sur le Critérium du Dauphiné

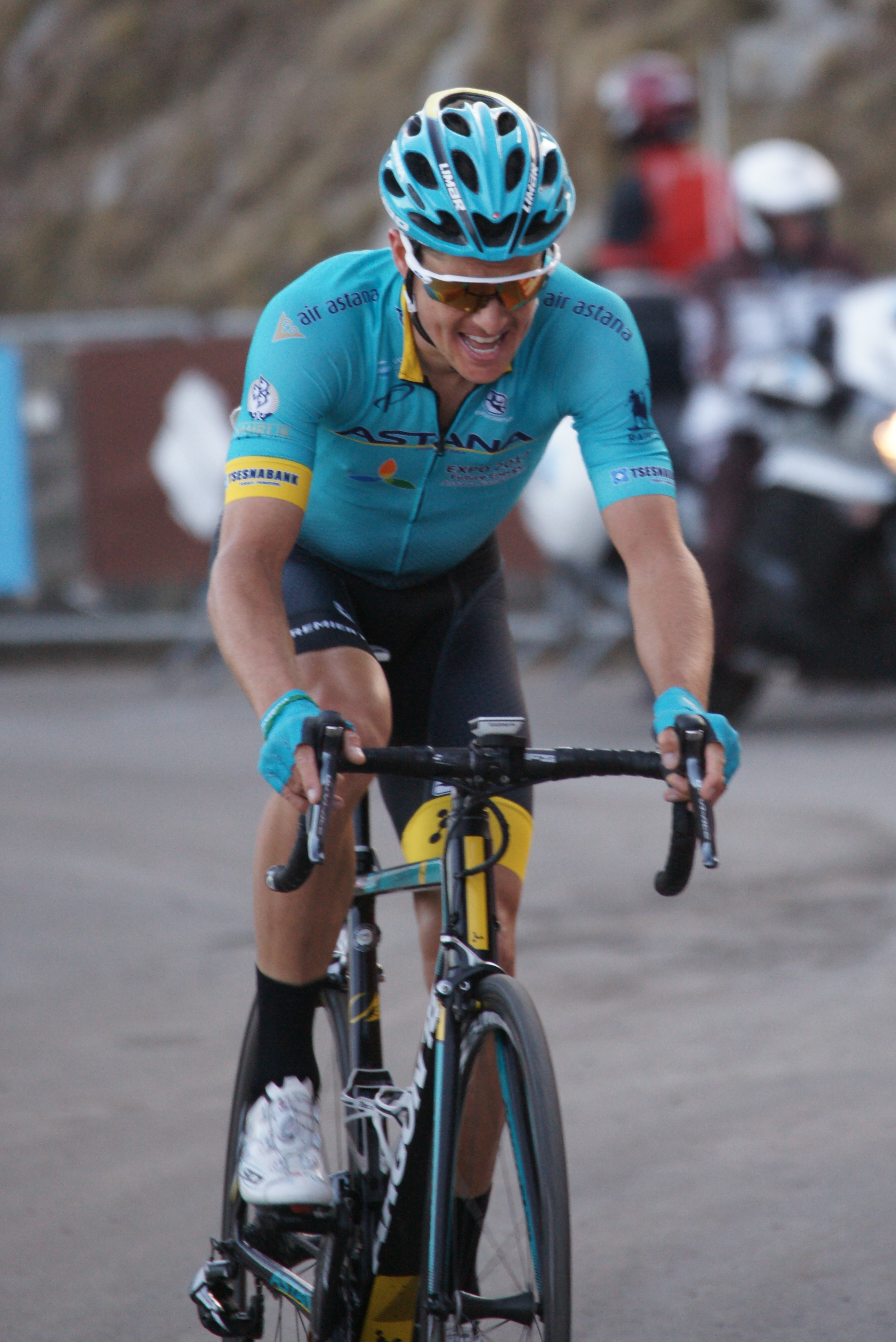
Sur Paris-Nice 2017.

En juin, après une première partie de saison décevante, Fuglsang participe au Critérium du Dauphiné aux côtés de son coéquipier Fabio Aru. Lors de la sixième étape, Fuglsang attaque au mont du Chat et creuse l'écart avec les prétendants au classement général. Cependant, quelques minutes après, Aru attaque à son tour alors que son coéquipier figure en tête de la course. Aru a atteint le sommet de la montée en premier avec Christopher Froome, Richie Porte et Fuglsang à 15 secondes derrière. Dans la descente, Aru est rattrapé et le quatuor atteint la ligne d'arrivée ensemble et c'est Fuglsang qui s'impose. Il s'agit de sa première victoire depuis presque cinq ans, ainsi que de sa première victoire sur le World Tour et de sa première victoire sous les couleurs d'Astana. Le lendemain, Fuglsang termine septième et est le seul coureur capable de suivre le leader du général, Porte, ce qui lui permet de conserver sa troisième place au classement général. Le dernier jour de la course, Froome et le Team Sky font tout pour gagner la course et attaquent de bonne heure sur l'étape, ce qui a fait craquer Richie Porte. Alors que Froome fait tout ce qui était en son pouvoir pour réduire son retard sur Porte, il est à son tour distancé dans l'ascension finale au col de Solaison. Dan Martin attaque et Fuglsang parvient à le rattraper, puis à le devancer pour remporter sa deuxième étape en trois jours. Il gagne également le classement général pour dix secondes, ce qui est alors la plus grande victoire de sa carrière.
Fuglsang est alors considéré comme l'un des favoris du Tour de France. Lors de la première étape en montagne, il perd plus d'une minute et commence à se demander s'il avait perdu la forme d'un mois plus tôt. Il rebondit sur l'étape reine de la course, la neuvième, qui comprend le Mont du Chat où Fuglsang avait brillé au Critérium du Dauphiné. Fort de sa connaissance de la montée, il attaque, mais comme au Dauphiné, son coéquipier Fabio Aru attaque à nouveau. Cela a suscité beaucoup de débats, car l'Italien a attaqué au moment où Chris Froome avait un problème mécanique et alors qu'il avait son coéquipier à l'avant. Fuglsang a finalement atteint la descente avec les autres prétendants du classement général, mais après avoir attaqué dans les 500 derniers mètres, il se classe finalement sixième de l'étape derrière Aru et remonte à la cinquième place du général. Quelques jours plus tard, il chute dans une zone de ravitaillement et se fracture le coude et le poignet gauche, ce qui entraîne son abandon. Lors d'un critérium en août, une nouvelle chute lui cause cette fois une fracture de la clavicule gauche. En fin d'année, au Tour d'Almaty, il remporte la deuxième étape, qui se termine par une montée à Almaty.

#### 2018: leader sur le Tour de France

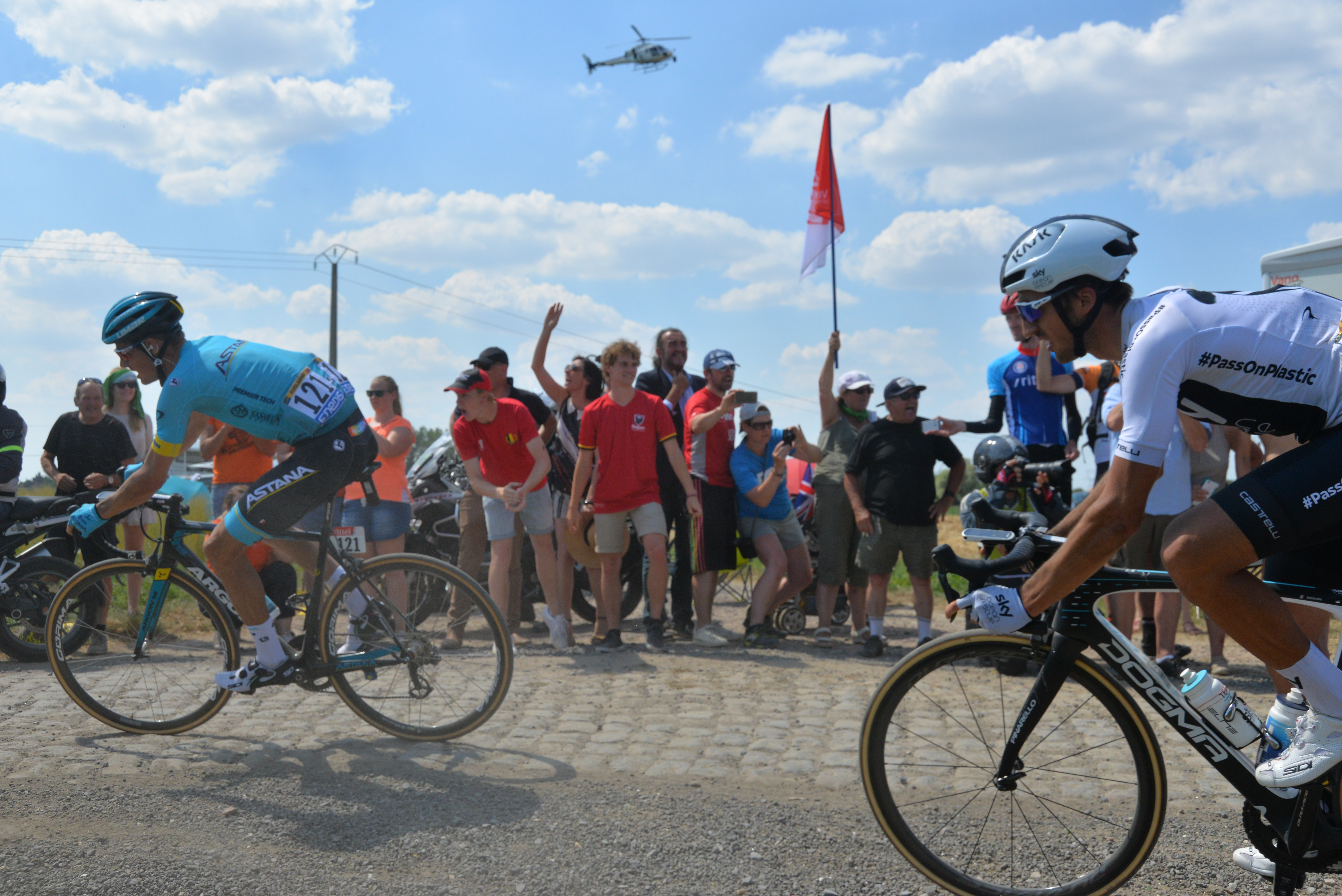
Jakob Fuglsang (à gauche) sur les pavés de la neuvième étape du Tour de France 2018

En février et mars, il est régulier dans ses performances sur les courses par étapes et est notamment troisième du Tour de la Communauté valencienne. Il arrive sur Paris-Nice avec l'espoir de figurer dans le classement général. Cependant, il est impliqué dans une chute lors de la première étape et perd du temps, comme l'année précédente. Alors que son coéquipier Luis León Sánchez porte le maillot jaune de leader, Fuglsang aide son coéquipier tout au long de la course, mais Sanchez est finalement distancé lors de la septième étape. Après un premier stage d'entraînement en altitude, il obtient des bons résultats sur les classiques ardennaises, où il est huitième de l'Amstel Gold Race et dixième de Liège-Bastogne-Liège. Deux jours plus tard, il commence le Tour de Romandie, où il remporte la quatrième étape et se classe quatrième du classement général.
Il se rend ensuite dans un deuxième stage d'entraînement en altitude, pour préparer le Tour de France. Le 1er juin, il publie son premier livre, réalisé en collaboration avec Rasmus Staghøj. Sa dernière course avant "La Grande Boucle" est le Tour de Suisse. Fuglsang et ses coéquipiers d'Astana prennent un très mauvais départ dans la course, ne terminant que vingtième du contre-la-montre par équipes de la première étape. Fuglsang prend ensuite la deuxième place de l'étape reine et réalise le meilleur contre-la-montre des leaders du classement général, ce qui lui permet de se classer à la deuxième place du classement final de la course, à une minute de Richie Porte. Lors du Tour de France, il est septième du classement général après l'étape des pavés, une étape dans laquelle Fuglsang a attaqué mais sans réussir à s'échapper. Alors que la course arrive dans les Alpes, Fuglsang est remonté à la quatrième place. Mais, il perd du temps lors de la onzième étape et termine finalement douzième à Paris.
Au Grand Prix Cycliste de Montréal, il s'échappe avec Tim Wellens et James Knox, mais ils sont rejoints à 6,2 kilomètres de l'arrivée. Fin septembre, il est vingtième des mondiaux favorables aux grimpeurs. Il termine sa saison, avec trois tops 20 sur les classiques italiennes.

#### 2019: victoires sur Liège-Bastogne-Liège et le Critérium du Dauphiné
À l'image de son équipe Astana, il obtient rapidement des bons résultats sur les courses par étapes lors du premier semestre. Il gagne le Tour d'Andalousie, puis termine troisième de Tirreno-Adriatico, où il gagne une étape en solitaire. Il prend le départ du Tour du Pays basque au soutien de son coéquipier Ion Izagirre, qui remporte le classement général. Izaguirre a pris la tête de la course lors de la dernière étape après avoir distancé le leader Emanuel Buchmann. Ce dernier s'est également trompé de route dans le final, ce qui lui a fait perdre plusieurs secondes et sa place sur le podium. Cependant, le jury de la course décide de rétablir Buchmann sur le podium, aux dépens de Fuglsang qui recule à la quatrième place du classement général. Fuglsang a trouvé la décision "ridicule" et a déclaré qu'il n'avait jamais rien vu de tel auparavant.

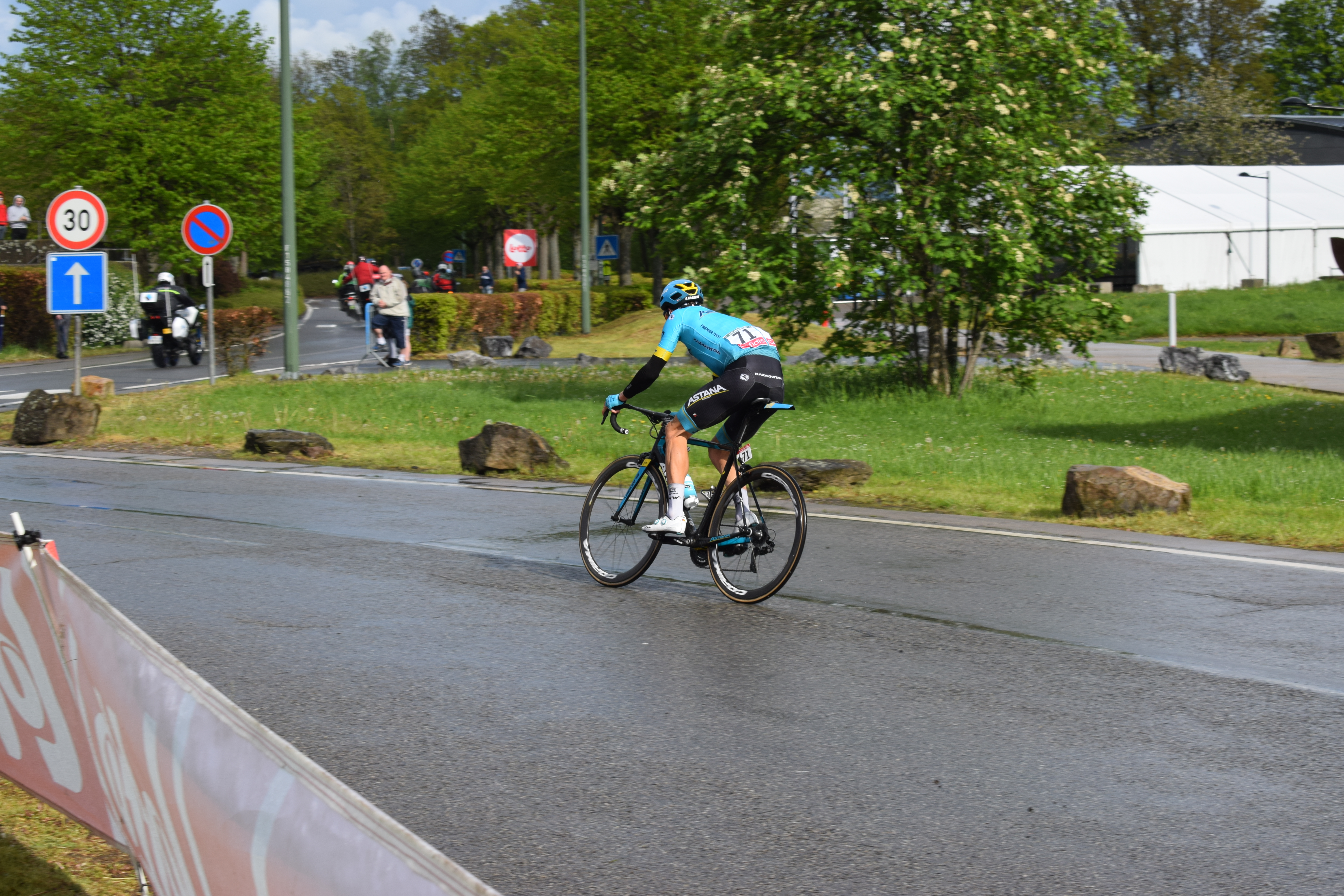
Fuglsang en route pour sa victoire sur Liège-Bastogne-Liège 2019

Son année 2019 est également marquée par ses duels avec Julian Alaphilippe sur les classiques. Le Français, le bat une première fois au sprint lors des Strade Bianche, le 9 mars. Le 21 avril, lors de l'Amstel Gold Race, Fuglsang et Alaphilippe disposent d'une quarantaine de secondes sur leurs poursuivants, à quatre kilomètres de l'arrivée. Pour éviter une nouvelle déconvenue au sprint, alors que la victoire semble acquise pour l'un des deux coureurs, le Danois arrête de rouler, de sorte que le duo se fait rattraper à trois cents mètres de la ligne, provoquant le retour et la victoire du champion des Pays-Bas, Mathieu van der Poel. Fuglsang et Alaphilippe terminant respectivement troisième et quatrième. Le 24 avril, lors la Flèche wallonne, Fuglsang porte une attaque dans le Mur de Huy, côte finale au sommet de laquelle se trouve l'arrivée. Alaphilippe est le seul à pouvoir le suivre, à quatre cents mètres de l'arrivée. Le Français l'emporte une nouvelle fois au sprint, devant le Danois et, quelques mètres plus loin, l'Italien Diego Ulissi. Après ces multiples podiums, il remporte enfin la victoire sur Liège-Bastogne-Liège, plaçant une attaque décisive dans la côte de la Roche-aux-faucons à 15 km de l'arrivée, dernière difficulté d'un final renouvelé.
Lors de sa dernière course avant le Tour de France, Fuglsang termine troisième de la deuxième étape au Critérium du Dauphiné. Il prend le maillot jaune l'avant-dernier jour après avoir attaqué et lâché Adam Yates. Celui-ci abandonne le dernier jour en raison d'une fièvre, permettant au Danois de remporter son deuxième Critérium du Dauphiné. Il participe en juillet une nouvelle fois au Tour de France où il fait figure d'outsider. Alors qu'il occupe la 9e place au classement général après les étapes vosgiennes et pyrénéennes, il est victime d'une chute à Uzès lors de la seizième étape et est contraint à l'abandon. Il remporte en septembre une étape du Tour d'Espagne, qu'il termine à la treizième place au classement général. Il conclut à 34 ans la meilleure saison de sa carrière en terminant quatrième du Tour de Lombardie et douzième des mondiaux.

#### 2020: vainqueur du Tour de Lombardie
Le 2 février 2020, le quotidien danois Politiken révèle que Fuglsang collabore avec le controversé médecin italien Michele Ferrari, qui a été banni à vie du monde sportif. Fuglsang conteste avoir rencontré le Docteur Ferrari et se déclare « extrêmement préoccupé par le fait que de telles rumeurs puissent se répandre dans la presse ». Le 5 février, la 
Fondation Antidopage du Cyclisme confirme qu'elle n'a pas ouvert de procédure disciplinaire à son encontre et regrette la divulgation publique de ces allégations.
Avant l'arrêt de saison en raison de la pandémie de Covid-19, il domine en février le Tour d'Andalousie, en remportant deux étapes et le général et se classant deuxième de deux autres étapes. En août, pour la reprises des courses, il prend la cinquième place des Strade Bianche, puis la deuxième du Tour de Pologne. Le 15 août, il remporte en solitaire le Tour de Lombardie devant George Bennett et son coéquipier Aleksandr Vlasov. Il s'agit de sa deuxième victoire sur un Monument.
Il est ensuite sixième du Tour d'Émilie, remporté par son coéquipier Vlasov, puis 14e de Tirreno-Adriatico. Aux mondiaux, il arrive dans le groupe de cinq qui se joue la deuxième place au sprint derrière Julian Alaphilippe, mais termine finalement cinquième de la course. Il est le leader de l'équipe Astana sur le Tour d'Italie aux côtés de Miguel Ángel López et Aleksandr Vlasov. Il termine la course à la sixième place, soit son meilleur classement sur un grand tour. Grâce à tous ses résultats, il termine la saison à la cinquième place du Classement mondial.

#### 2021: dernière saison ratée chez Astana

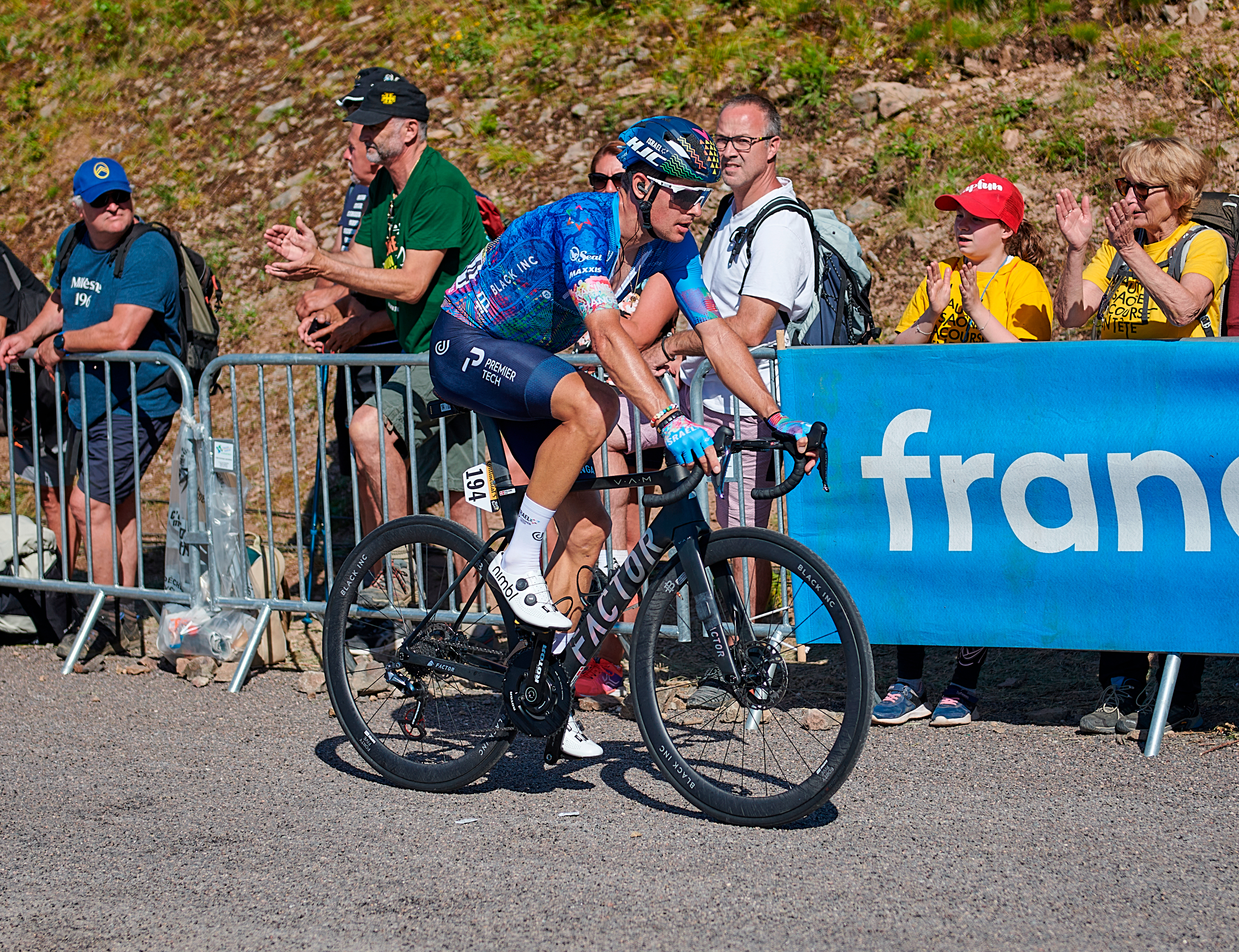
Fuglsang lors du Tour de France 2022.

Jakob Fuglsang est en mars neuvième des Strade Bianche. Après deux courses par étapes sans résultats notables, il ne parvient pas à élever son niveau lors des classiques ardennaises et doit se contenter d'une 17e place sur la Flèche wallonne et une douzième place sur Liège-Bastogne-Liège, sans peser sur les courses. En juin, il fait son retour à la compétition avec une troisième place sur le Tour de Suisse. Il prend le départ du Tour de France, mais n'est pas en mesure de lutter avec les meilleurs dans la montagne. Malade, il ne prend pas le départ de la dernière étape, alors qu'il est 38e du classement général. Une semaine après, il se classe douzième de la course en ligne des Jeux olympiques de Tokyo.
Il axe sa fin de saison sur le Tour de Lombardie, où il espère conserver son titre. Lors de la première étape du Benelux Tour, il est victime d'une chute. Atteint de fractures à l'omoplate et la clavicule gauche, il doit abandonner puis subir une intervention chirurgicale sur cette clavicule. Cette chute met un terme prématuré à une saison qui est celle de la fin de son contrat avec la formation Astana-Premier Tech,.

### 2022-2025: Israel-Premier Tech
En octobre 2021, la signature d'un contrat de trois ans de Jakob Fuglsang dans l'équipe Israel Start-Up Nation est annoncée. Sa première victoire avec l'équipe est fin mai au Mercan'Tour Classic Alpes-Maritimes. En juin, il est leader du Tour de Suisse à l'issue de la 6e étape, mais avec seulement une seconde d'avance sur Geraint Thomas. Il perd du temps lors des deux dernières étapes et prend la troisième place finale comme en 2021. Sélectionné pour le Tour de France, il chute au cours de la quinzième étape. Malgré une fracture à une côte, il termine l'étape. Alors qu'il est 59e du classement général, il est non-partant lors de la seizième étape.
Fuglsang commence l'année 2023 par le Tour des Émirats arabes unis. Atteint d'une épididymite au testicule droit, il est non-partant lors de la cinquième étape et se fixe alors comme objectif pour la suite de sa saison les classiques ardennaises.
Il renouvelle son contrat avec la formation Israel-Premier Tech à la fin de l'année 2024 et met un terme à sa carrière à l'issue du Tour d'Italie 2025, à l'âge de 40 ans,.

## Palmarès sur route et classements mondiaux

### Palmarès
| - 2007 - 2e du Grand Prix Guillaume Tell, - 2008 - Classement général du Tour du Danemark - 2e des Trois jours de Vaucluse - 2e de la Ronde de l'Oise - 3e de Paris-Troyes - 2009 - Tour de Slovénie : - Classement général - 1re étape - Tour du Danemark : - Classement général - 3e étape - 2e du Tour d'Émilie - 3e du championnat du Danemark du contre-la-montre - 6e du Tour de Catalogne - 6e du Critérium du Dauphiné libéré - 2010 - Champion du Danemark du contre-la-montre - Classement général du Tour du Danemark - 2e de Binche-Tournai-Binche - 2e du Grand Prix Bruno Beghelli - 3e du Tour de Suisse - 3e du Circuit franco-belge - 4e du Tour de Lombardie - 2011 - 3e étape du Tour du Danemark - 1re étape du Tour d'Espagne (contre-la-montre par équipes) - 2e du championnat du Danemark du contre-la-montre - 4e de l'Amstel Gold Race - 4e du Tour de Suisse - 10e du championnat du monde du contre-la-montre - 2012 - Champion du Danemark du contre-la-montre - Classement général du Tour de Luxembourg - Tour d'Autriche : - Classement général - 4e étape - 2013 - 1re étape du Tour d'Espagne (contre-la-montre par équipes) - 4e du Critérium du Dauphiné - 7e du Tour de France - 2014 - 5e de Paris-Nice - 7e du Tour de Romandie - 10e du Critérium du Dauphiné - 2015 - 7e de Paris-Nice - 8e de la Flèche wallonne - 9e de Liège-Bastogne-Liège | - 2016 - 1re étape du Tour du Trentin (contre-la-montre par équipes) - Médaillé d'argent de la course en ligne des Jeux olympiques - 3e du Tour d'Oman - 3e du Tour du Trentin - 2017 - Critérium du Dauphiné : - Classement général - 6e et 8e étapes - 2e étape du Tour d'Almaty - 3e du Tour d'Almaty - 2018 - 4e étape du Tour de Romandie - 2e du Tour de Suisse - 3e du Tour de la Communauté valencienne - 4e du Tour de Romandie - 8e de l'Amstel Gold Race - 10e de Liège-Bastogne-Liège - 2019 - Classement général du Tour d'Andalousie - 5e étape de Tirreno-Adriatico - Liège-Bastogne-Liège - Classement général du Critérium du Dauphiné - 1re (contre-la-montre par équipes) et 16e étapes du Tour d'Espagne - 2e des Strade Bianche - 2e de la Flèche wallonne - 3e de Tirreno-Adriatico - 3e de l'Amstel Gold Race - 4e du Tour du Pays basque - 4e du Tour de Lombardie - 2020 - Tour d'Andalousie : - Classement général - 1re et 3e étapes - Tour de Lombardie - 2e du Tour de Pologne - 5e des Strade Bianche - 5e du championnat du monde sur route - 6e du Tour d'Italie - 2021 - 3e du Tour de Suisse - 9e des Strade Bianche - 2022 - Mercan'Tour Classic Alpes-Maritimes - 3e du Tour de Suisse |  |

### Résultats sur les grands tours

#### Tour de France
12 participations
- 2010 : 50e
- 2011 : 50e
- 2013 : 7e
- 2014 : 36e
- 2015 : 23e
- 2016 : 52e
- 2017 : abandon (13e étape)
- 2018 : 12e
- 2019 : abandon (16e étape)
- 2021 : non-partant (21e étape)
- 2022 : non-partant (16e étape)
- 2024 : 38e

#### Tour d'Italie
3 participations
- 2016 : 12e
- 2020 : 6e
- 2025 : 81e

#### Tour d'Espagne
4 participations
- 2009 : 56e
- 2011 : 11e, vainqueur de la 1re étape (contre-la-montre par équipes),  maillot rouge pendant 1 jour
- 2013 : 29e, vainqueur de la 1re étape (contre-la-montre par équipes)
- 2019 : 13e, vainqueur des 1re (contre-la-montre par équipes) et 16e étapes

### Résultats sur les classiques
Ce tableau présente les résultats de Jakob Fuglsang sur les courses d'un jour de l'UCI World Tour auxquelles il a participé, ainsi qu'aux différentes compétitions internationales.
| Légende | Légende | Légende | Légende     | Légende | Légende              | Légende | Légende       |
| ------- | ------- | ------- | ----------- | ------- | -------------------- | ------- | ------------- |
| Ab.     | Abandon | HD      | Hors-délais | -       | Pas de participation | ×       | Pas d'épreuve |

| Année | Strade Bianche | Tour des Flandres | Amstel Gold Race | Flèche wallonne | Liège-Bastogne-Liège | Classique de Saint-Sébastien | Jeux olympiques | Jeux olympiques CLM | EuroEyes Cyclassics | Grand Prix cycliste de Québec | Grand Prix cycliste de Montréal | Championnats du monde | Championnats du monde CLM | Tour de Lombardie |
| ----- | -------------- | ----------------- | ---------------- | --------------- | -------------------- | ---------------------------- | --------------- | ------------------- | ------------------- | ----------------------------- | ------------------------------- | --------------------- | ------------------------- | ----------------- |
| 2008  | -              | -                 | -                | -               | -                    | -                            | -               | -                   | -                   | -                             | -                               | Ab.                   | -                         | -                 |
| 2009  | -              | -                 | 30e              | 115e            | 84e                  | -                            | x               | x                   | 102e                | -                             | -                               | 43e                   | -                         | 15e               |
| 2010  | -              | -                 | 78e              | Ab.             | 55e                  | 31e                          | x               | x                   | -                   | 77e                           | 12e                             | -                     | -                         | 4e                |
| 2011  | -              | -                 | 4e               | 70e             | 31e                  | Ab.                          | x               | x                   | -                   | -                             | -                               | 26e                   | 10e                       | 39e               |
| 2012  | -              | -                 | -                | -               | -                    | -                            | 12e             | 15e                 | -                   | -                             | -                               | Ab.                   | 37e                       | -                 |
| 2013  | -              | -                 | 17e              | 69e             | 32e                  | 37e                          | x               | x                   | -                   | -                             | -                               | 21e                   | -                         | -                 |
| 2014  | -              | -                 | 29e              | 19e             | 26e                  | -                            | x               | x                   | -                   | 103e                          | Ab.                             | -                     | -                         | -                 |
| 2015  | -              | -                 | 17e              | 8e              | 9e                   | 11e                          | x               | x                   | -                   | 75e                           | 28e                             | -                     | -                         | -                 |
| 2016  | 11e            | 25e               | -                | -               | 68e                  | -                            | 2e              | -                   | -                   | 85e                           | 27e                             | -                     | -                         | 20e               |
| 2017  | -              | -                 | 52e              | 22e             | 15e                  | -                            | x               | x                   | -                   | Ab.                           | Ab.                             | -                     | -                         | Ab.               |
| 2018  | -              | -                 | 8e               | 16e             | 10e                  | -                            | x               | x                   | -                   | 46e                           | 38e                             | 20e                   | -                         | 20e               |
| 2019  | 2e             | -                 | 3e               | 2e              | Vainqueur            | -                            | x               | x                   | -                   | -                             | -                               | 12e                   | -                         | 4e                |
| 2020  | 5e             | -                 | x                | -               | -                    | x                            | x               | x                   | x                   | x                             | x                               | 5e                    | -                         | Vainqueur         |
| 2021  | 9e             | -                 | 38e              | 17e             | 12e                  | -                            | 12e             | -                   | x                   | x                             | x                               | -                     | -                         | -                 |
| 2022  | 36e            | -                 | 16e              | 53e             | 13e                  | -                            | x               | x                   | -                   | 50e                           | 28e                             | 56e                   | -                         | 71e               |
| 2023  | -              |                   |                  |                 |                      |                              | x               | x                   |                     |                               |                                 |                       |                           |                   |

### Classements mondiaux
| Année                                 | 2005  | 2006 | 2007 | 2008 | 2009 | 2010 | 2011 | 2012 | 2013 | 2014 | 2015 | 2016 | 2017 | 2018 | 2019 | 2020 | 2021 | 2022 | 2023 | 2024 |
| ------------------------------------- | ----- | ---- | ---- | ---- | ---- | ---- | ---- | ---- | ---- | ---- | ---- | ---- | ---- | ---- | ---- | ---- | ---- | ---- | ---- | ---- |
| Calendrier mondial                    |       |      |      |      | 50e  | 37e  |      |      |      |      |      |      |      |      |      |      |      |      |      |      |
| UCI World Tour                        |       |      |      |      |      |      | 31e  | nc   | 30e  | 55e  | 63e  | 106e | 48e  | 28e  |      |      |      |      |      |      |
| Classement mondial                    |       |      |      |      |      |      |      |      |      |      |      | 48e  | 64e  | 27e  | 3e   | 5e   | 97e  | 87e  | 455e | 494e |
| UCI Europe Tour                       | 1192e | 968e | 342e | 42e  |      |      |      |      |      |      |      | 246e | 799e | 123e | 3e   | 5e   | 81e  | 75e  | nc   | nc   |
| UCI Asia Tour                         | nc    | nc   | nc   | nc   |      |      |      |      |      |      |      | 58e  | 75e  | 591e |      |      |      |      |      |      |
| UCI America Tour                      | nc    | nc   | nc   | nc   |      |      |      |      |      |      |      | 3e   | nc   | nc   |      |      |      |      |      |      |
|                                       |       |      |      |      |      |      |      |      |      |      |      |      |      |      |      |      |      |      |      |      |
| Légende : nc = non classéSource : UCI |       |      |      |      |      |      |      |      |      |      |      |      |      |      |      |      |      |      |      |      |

## Palmarès en VTT

### Championnats du monde
- Fort William 2007
  -  Champion du monde de cross-country espoirs

### Championnats d'Europe
- 2003
  -  Médaillé d'argent du cross-country juniors
- 2005
  -  Médaillé d'argent du cross-country espoirs
- 2007
  -  Médaillé de bronze du cross-country espoirs
- 2008
  -  Médaillé de bronze du cross-country

### Championnats du Danemark
- 2002
  -  Champion du Danemark de cross-country juniors
- 2003
  -  Champion du Danemark de cross-country juniors
- 2006
  -  Champion du Danemark de cross-country
- 2007
  -  Champion du Danemark de cross-country marathon

## Récompenses
- Cycliste danois de l'année en 2007 et 2017